# 프랑크 닐리키나
프랑크 브리안 닐리키나(프랑스어: Frank Bryan Ntilikina, 1998년 7월 28일~)는 프랑스의 농구 선수로 포지션은 포인트 가드이다. 현재 세르비아 농구 리그의 KK 파르티잔 소속으로 뛰고 있다. 이전에는 전미 농구 협회(NBA)의 뉴욕 닉스와 댈러스 매버릭스 소속으로 뛰었으며 프랑스 농구 국가대표팀의 일원으로 활동하고 있다.